# Ignace Brice
Ignace Brice (Bruxelles, 2 aprile 1795 – Saint-Josse-ten-Noode, 10 agosto 1866) è stato un pittore belga.

## Biografia
Apparteneva a una famiglia francese originaria di Saint-Venant, non lontana da Béthune, che il nonno, il pittore Pierre-François Brice (1714-1794), aveva lasciato per fare il pittore e il decoratore della Corte di Carlo Alessandro di Lorena. Anche il figlio di Pierre-François Brice, Antoine (1752-1817), divenne pittore e incisore di talento, e professore nell'Académie royale des Beaux-Arts di Bruxelles e fu il padre di Ignace.
Ignace sposò a Bruxelles, il 25 agosto 1825, Hortense van Dievoet (1804-1854), nipote dello scultore Pierre van Dievoet e di Philippe van Dievoet, detto Vandive, orafo di Luigi XIV. 
Ignace Brice fu prima allievo del padre, poi studiò all'Accademia di Bruxelles e subì un forte influsso da Jacques Louis David, esule a Bruxelles. Succedette al padre nell'insegnamento accademico ed espose in più occasioni a Bruxelles, a Gand, Anversa e Amsterdam. Egli figura anche tra i fondatori della Société des Beaux-arts di Bruxelles.
Pittore di genere, fu anche buon ritrattista e disegnatore di talento: il suo stile è sobrio e classico e, oltre all'influsso di David, fa a volte pensare ai pittori di Port-Royal del XVII secolo.

## Galleria d'immagini

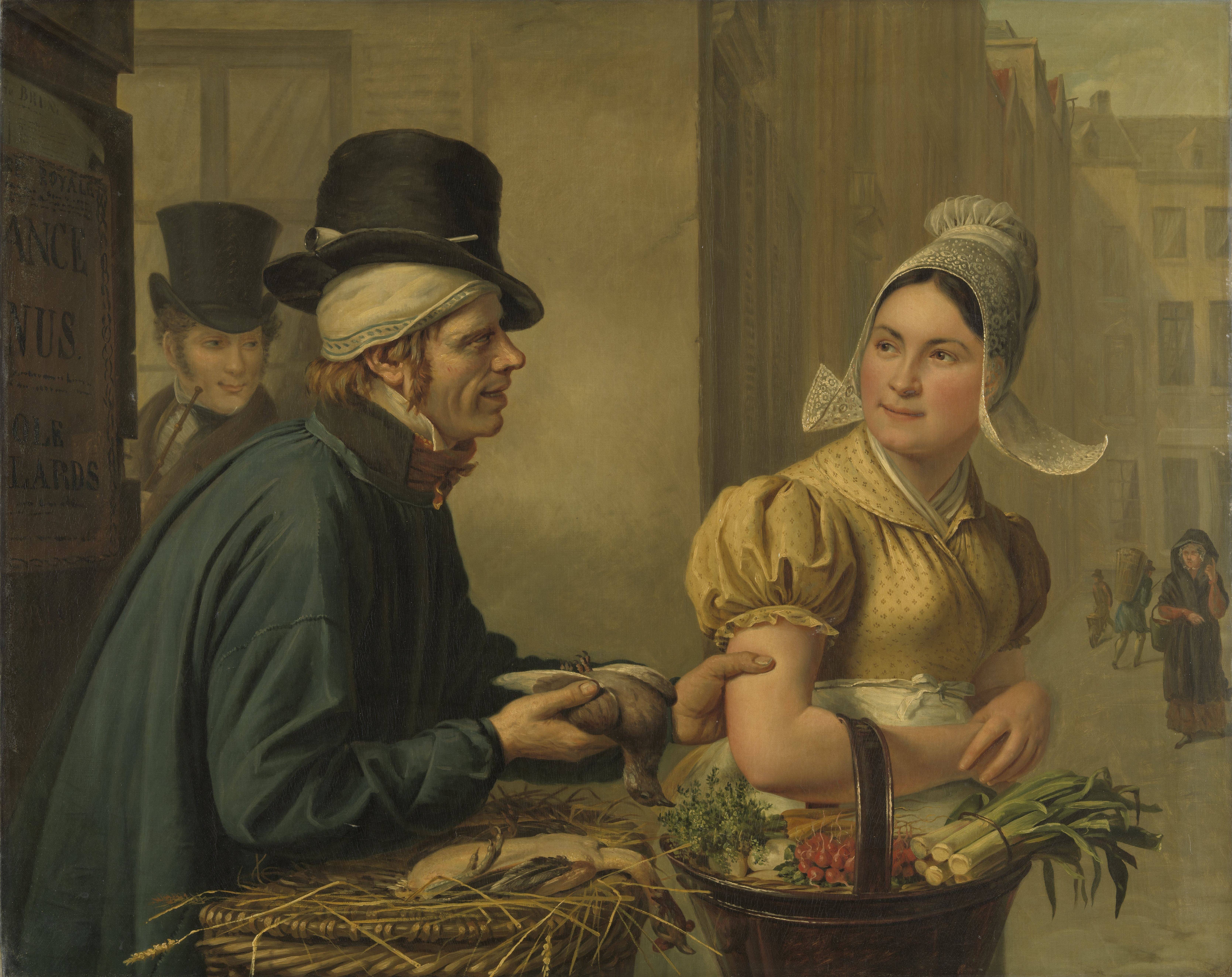
Il cuoco e il commerciante di pollame, Rijksmuseum
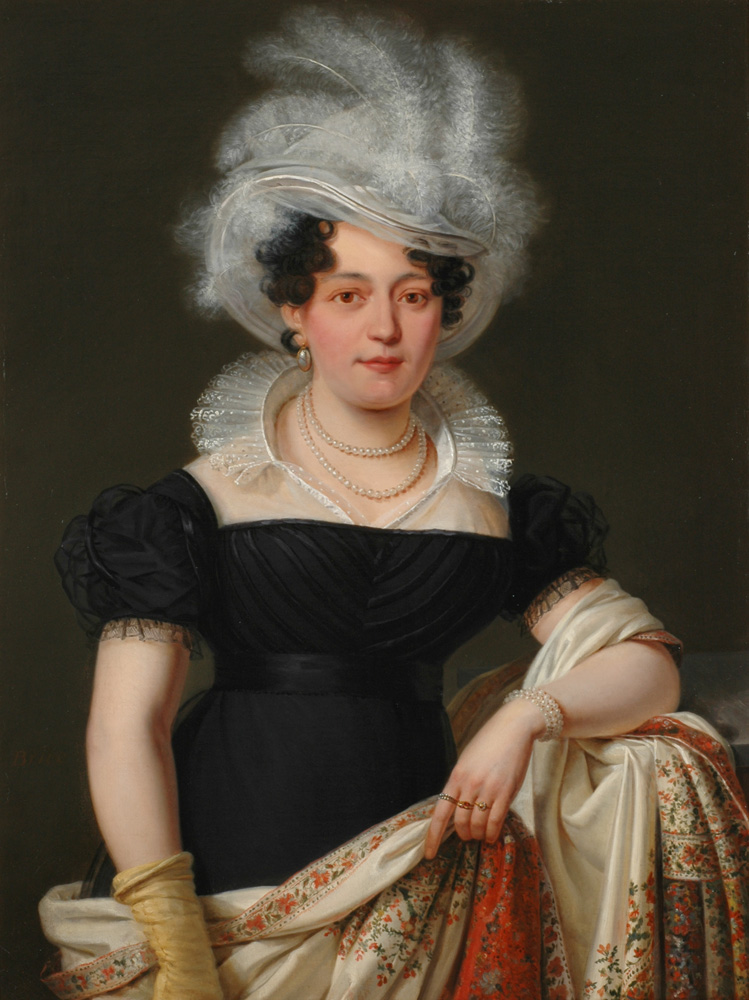
Ritratto di signora, attribuito a Ignace Brice, 1820
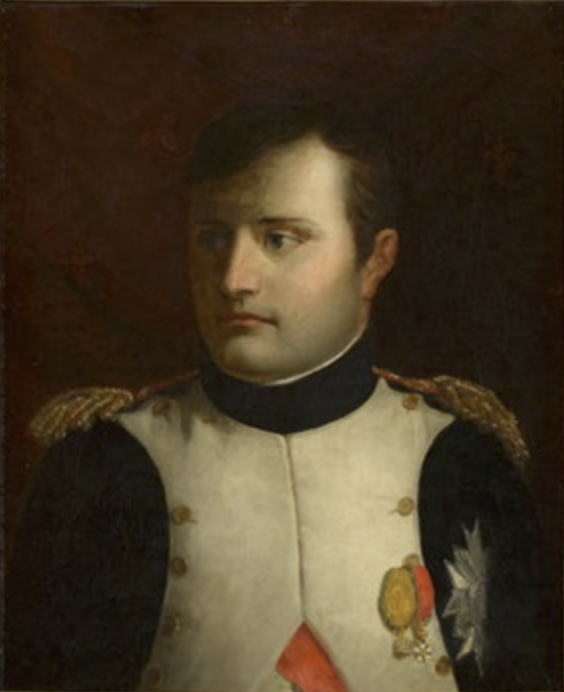
Ritratto di Napoleone Bonaparte
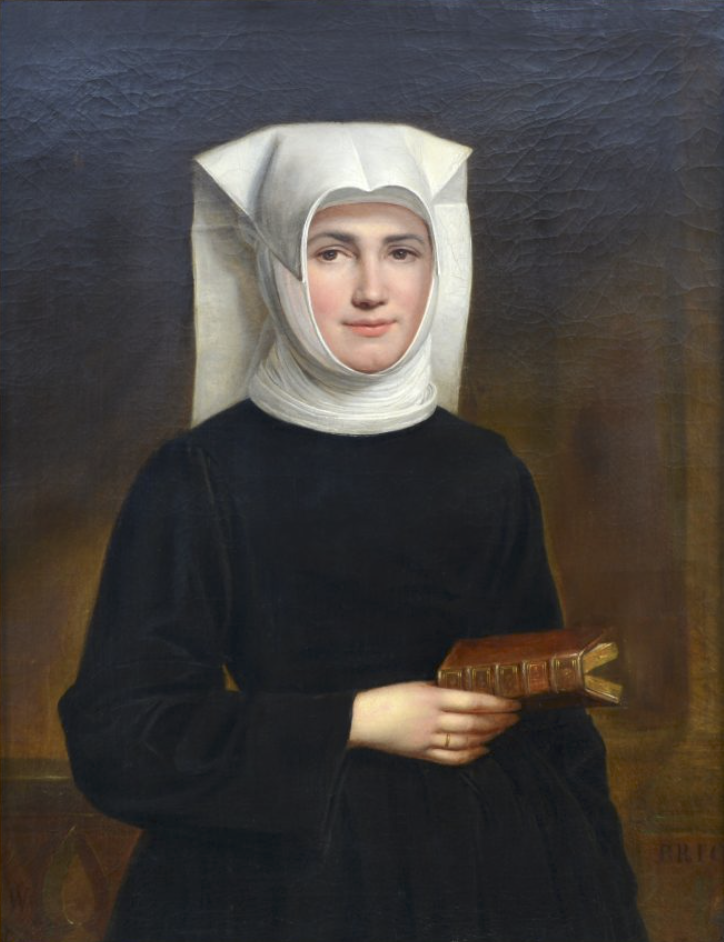
Suora al libro
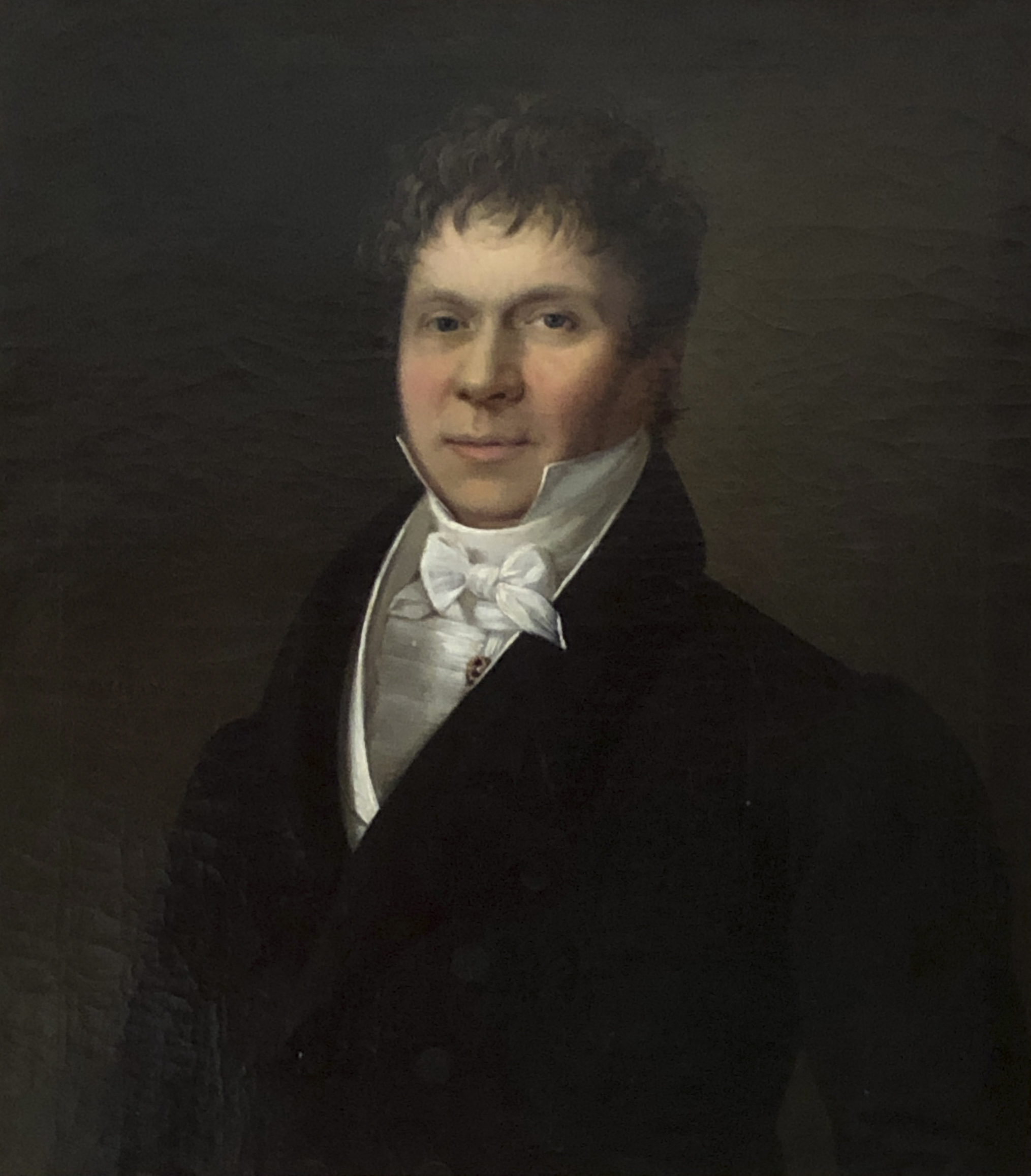
Ritratto di Jean-Louis van Dievoet (1777-1854)
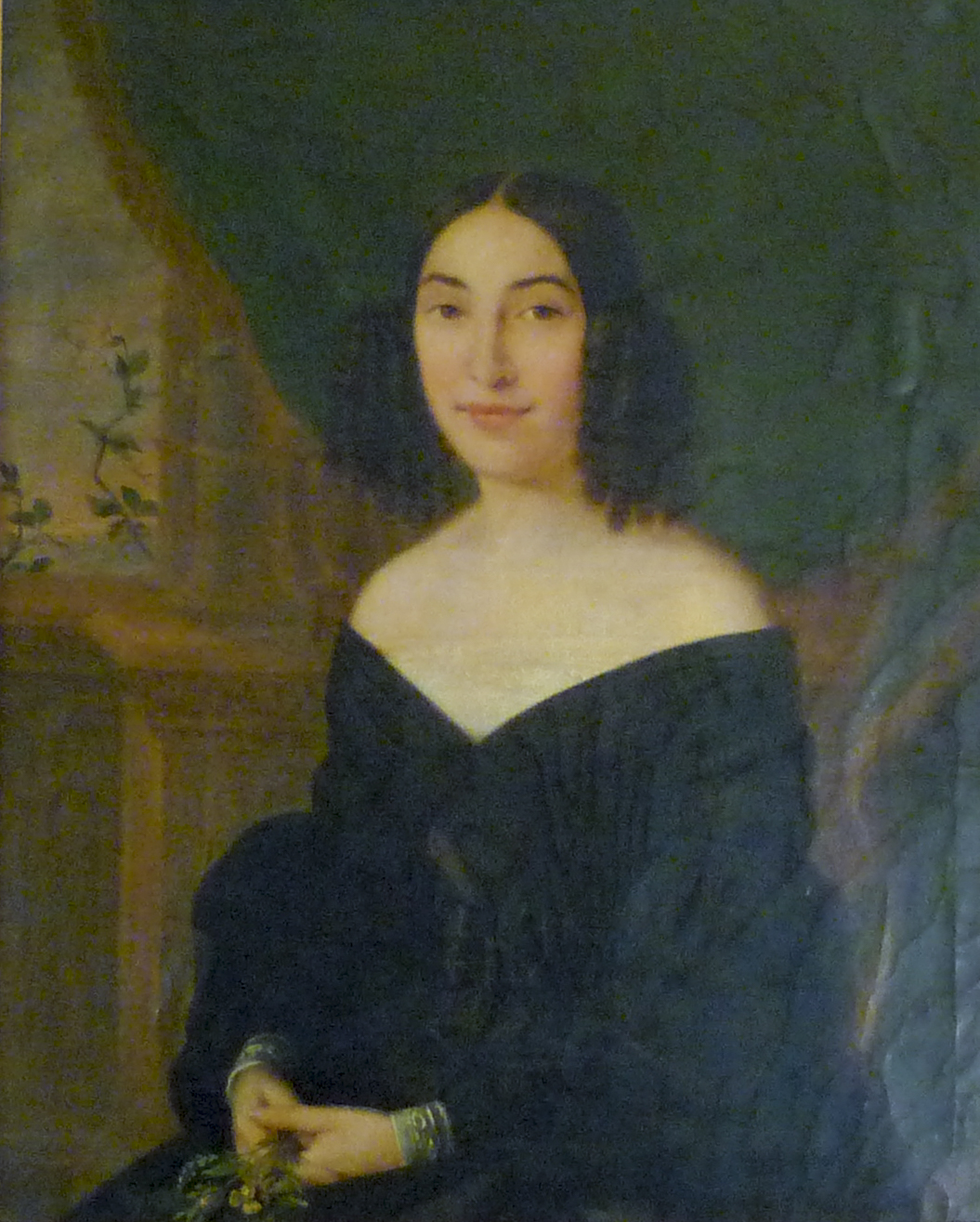
1840: Ritratto di Hortense Poelaert (1815-1900), sposa di Eugène van Dievoet (1804-1858) e sorella del famoso architetto Joseph Poelaert.
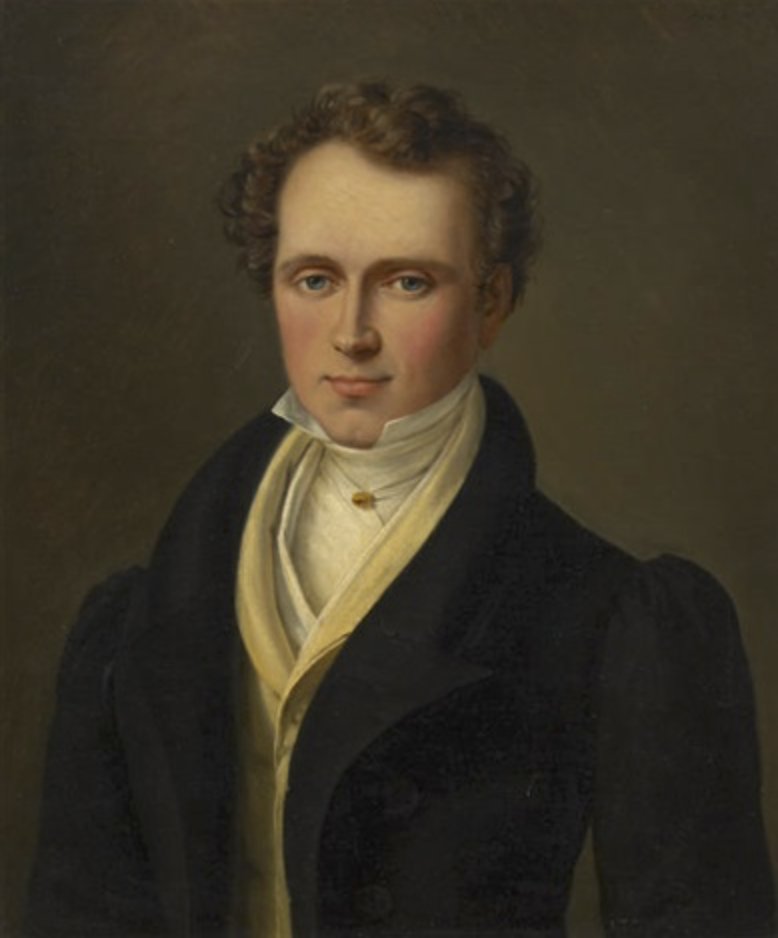
Ritratto di Alphonse
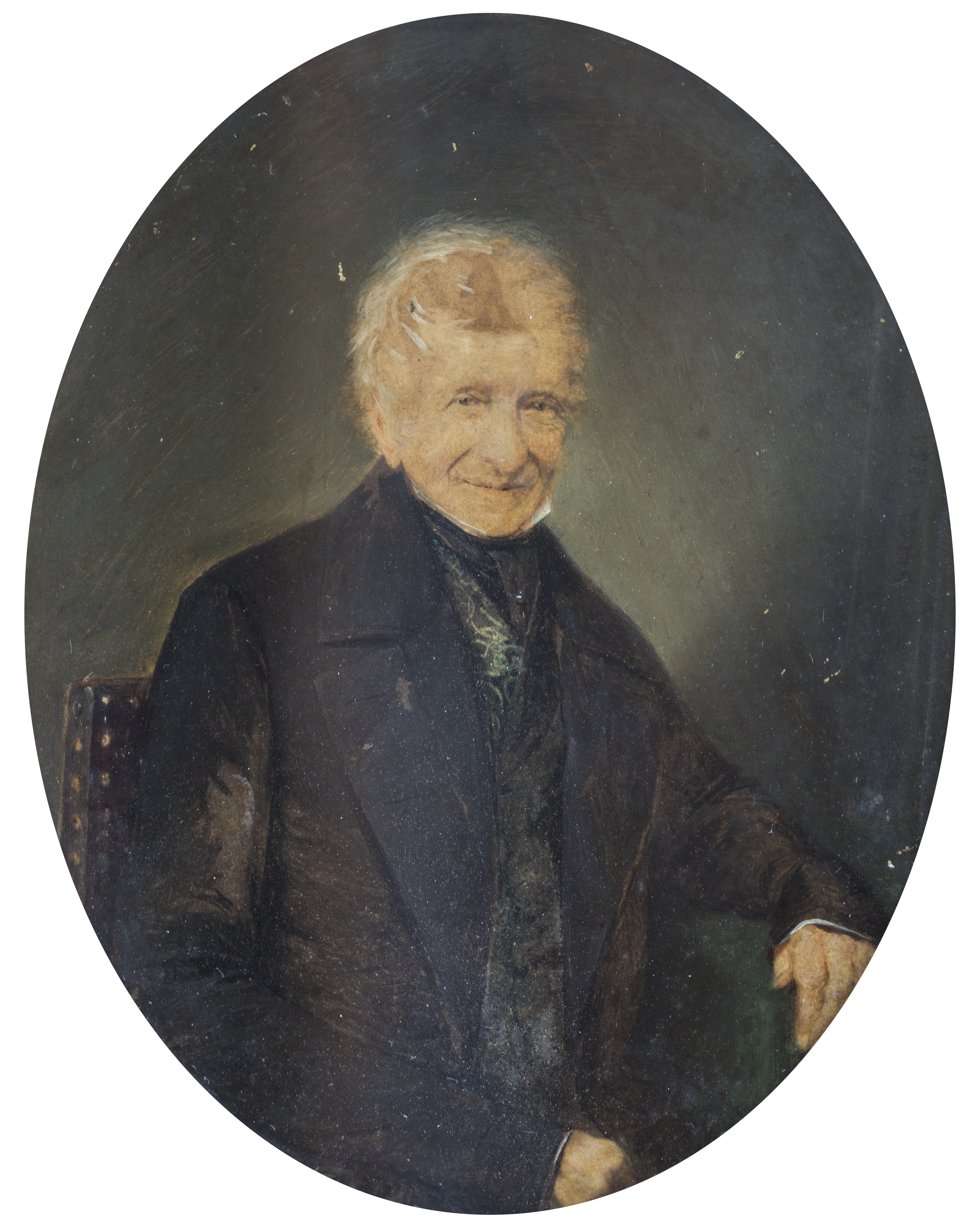
Ritratto Jean-Baptiste van Dievoet (1775-1862)
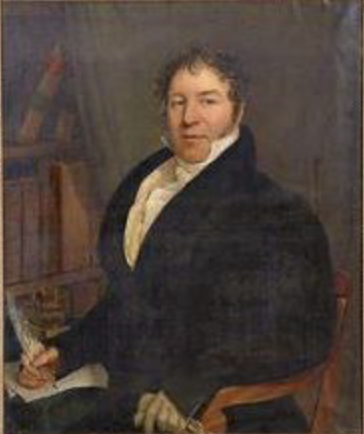
Ritratto di uno scrittore al suo tavolo di lavoro
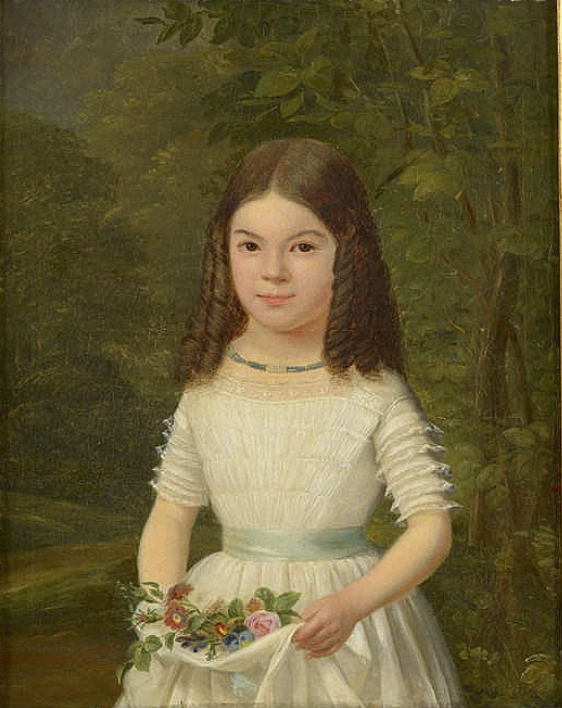
Ritratto di una bambina con una corona di fiori

## Opere
- Sacra Famiglia e angeli, 1818, Bruxelles, Centre Public d'aide sociale
- La cuoca e il mercante di volatili, 1827, Rijksmuseum, Amsterdam
- Giovane signora in giardino con la figlia, 1842
- Ritratto di Louis-Xavier Gomand
- Ritratto di Jean-Louis van Dievoet
- Ritratto di Henri Joseph Meeûs
- Il prestigiatore
- Ritratto di Hortense Poelaert (1815-1900), sposa di Eugène van Dievoet (1804-1858), 1840.
- Ritratto di Adrien Joseph Eugène Oorlof.